# كوتسيا بوزوكلار
كوتسيا بوزوكلار (بالتركية: Kutsiye Bozoklar)‏ (ولدت في عام 1953 في مدينة مرسين وتوفت في 16 يوليو عام 2009 في مدينة أنقرة) كاتبة تركية، وصحفية، وكاتبة عمود وشاعرة.
تخرجت كوتسيا بوزوكلار من كلية الصيدلة بجامعة إسطنبول وفي أعوام صباها كانت عضو بحزب العمال التركي. وكتبت كوتسيا بوزوكلار مقالات بالعمود تحت اسم مستعار بعنوان «إشيك كوتلو» في عدة جرائد سياسية. وحوكمت كوتسيا في أكثر من ثلاثمائة قضية وذلك بسبب مقالاتها. وقد واجهت كوتسيا آذى شديد في هجوم مسلح حدث في عام 1973. وواصلت حياتها معاقة على كرسي متحرك في حالة من الشلل. وأعُتقلت كوتسيا لمدة عامين. وأشارت كوتسيا بوزوكلار إلى قضايا المرأة وأيضاً إلى القضايا السياسية ولم تترك قلمها من يديها لمدة واحد وعشرون عاماً. ومن الجدير بالذكر أنها فنانة استخدمت لأول مرة تعبير «الحياة مقاومة» حيث أنه أصبح شعاراً.
و دفُنت كوتسيا بوزوكلار في مقبرة كارشياكا بأنقرة.

## أعمالها

### رواياتها
• أول كتاب: فيما يتعلق بالحياة (ثلاث طبعات، 1992 ، 1994 ، 2003)
• كلمات مكتوبة بالأمل (جيلان 1998)
• الفن والنضال (جيلان 1999)
• هل تحب تركيا هذه النكهة؟ (جيلان 2000)
• الإبقاء على الحياة (جيلان 2002)
• العولمة الإمبريالية والأكاذيب (جيلان 2004)

## كتب الشعر
• حسمت المعارك نصيبي